# Cyril Cusack
Cyril James Cusack (Durban, Natal, Dél-Afrikai Unió, 1910. november 26. – Chiswick, London, Egyesült Királyság, 1993. október 7.) ír színpadi, film- és televíziós karakterszínész. Több, mint hat évtizedes pályája során számos műfajban szerepelt, az ír színjátszás legjelentősebb személyiségei közé sorolják.

## Élete

### Származása, pályakezdése
A dél-afrikai Durbanban született. Anyja, Alice Violet kelet-londoni cockney születésű angol színésznő és kóristalány volt, ír nemzetiségű apja Natal tartomány brit gyarmati lovasrendőrségében szolgált. Szülei elváltak, és anyja magával vitte Angliába. Anyja viszonyt létesített Brefni O’Rorke (1889–1946) ír színésszel. Írországba költöztek és csatlakoztak egy ír színtársulathoz. Cyril Cusack először hétéves korában, gyermekszínészként jelent meg a Knocknagow című némafilmben, 1918-ban.
A Kildare megyei Newbridge-ben járt középiskolába. Jogi tanulmányokba kezdett a dublini egyetemen, de végzés előtt otthagyta és 1932-ben beállt a dublini Abbey Színházhoz.

### Színészi pályája
1945-ig dolgozott az Abbey Színházban, 60-nál több produkcióban szerepelt. Kritikusok különösen dicsérték Seán O’Casey és Teresa Deevy ír drámaírók műveiben nyújtott alakításait. Emellett a dublini Gate Színház társulatában is játszott több éven át. 1947-ben saját színtársulatot alakított és saját előadásokat rendezett Dublinban, Párizsban és New Yorkban.

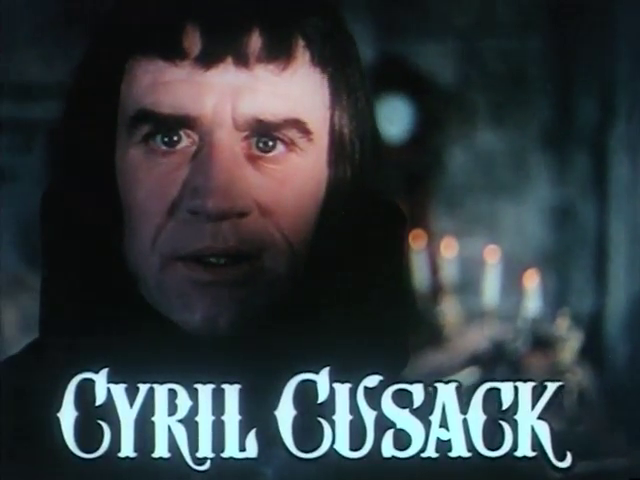
Chauvelin szerepében a The Elusive Pimpernel c. filmben (1949)

Az 1940-es évek végétől rendszeresen kapott filmszerepeket. Egyik legismertebb alakítása Beatty tűzőrségi százados, François Truffaut 451 Fahrenheit (1966) című dísztópiájában, Oskar Werner és Julie Christie mellett. Két évtizeddel később, Jim Sheridan 1989-ben bemutatott Oscar-díjas filmdrámájában, A bal lábamban Daniel Day-Lewis és Ray McAnally mellett játszott. A Mindent bele, fiúk! (1972) című filmvígjátékban Bud Spencer és Terence Hill mellett az öreg, kopott Mattót játszotta. George Orwell 1984 (1949) c. regényének filmváltozatában a gyanús és kétszínű bolttulajdonost, Mr. Charringtont alakította. Gyakran szerepelt nemzetközi (olasz, francia, amerikai) koprodukciókban.
Alacsony termete miatt a hősi főszerepeket ritkán kapott, bár színészi képességeit mind a közönség, mind a kritikusok magasra értékelték. Példaképének Alec Guinnesst vallotta. Sokoldalú színész volt, gyakran testesített meg barátságos, szerethető, kicsit vígjátéki figurákat, plébánosokat, komornyikokat, de szükség esetén kiválóan mutatta be a negatív, lecsúszott, képmutató, veszedelmes karaktereket is. Két drámai filmfőszerepét kell kiemelni. Liliana Cavani rendező 1968-os Galileo Galilei című történelmi filmjében magát a címszereplőt, Galileit, a megvádolt tudóst formálta meg. Különleges alakítást nyújtott 1978-ban, Bob Quinn ír rendező „Poitín” című, ellentmondásos társadalmi drámájában, az első tisztán ír nyelven beszélő nagyjátékfilmben, amelyet ír színészekkel, Connemara tartományban forgattak. A „poitín” (poteen, potheen) egy igen magas alkoholtartalmú, erjesztett ír szeszes ital. Cusack egy magányosan élő, illegális pálinkafőzőt alakít, akit garázda fickók megzsarolnak, de ő kijátssza és vesztükbe juttatja őket. A film az ír nacionalisták között nagy felzúdulást keltett, mert ellentmondott a dalos kedvű, barátságos ír emberekről világszerte terjesztett kliséknek. Vetítését emiatt le is állították.
Cusack szinte élete utolsó percéig dolgozott. Az 1992-ben bemutatott Túl az óperencián című amerikai filmben 82 évesen eljátszotta Danty Duff bácsit, Joe Donelly (Tom Cruise) atyai jóbarátját. Legutoljára Az ifjú Indiana Jones kalandjai sorozat egyik epizódjában jelent meg, Georges Clemenceau szerepében.

### Magánélete, elhunyta
Szoros barátságot ápolt Cearbhall Ó Dálaigh (1911–1978) ír konzervatív politikussal, főállamügyésszel, aki 1974–1976 között Írország köztársasági elnöke volt. Ismeretségük az 1930-as évek elején, közös dublini egyetemi tanulmányaik idejéből származott. Dálaigh hatására Cusack aktívan támogatta a konzervatív Fianna Fáil párt politikáját, és támogatta a terhességmegszakítás tilalmát. Az abortusztilalom védelmében sajtóleveleket írt, vitatkozva a liberális Irish Times szerkesztőségével. Szigorú katolikusként hirdette magát, az erős istenhitet a saját jellem javításához, tökéletesítéséhez vezető útként jelölte meg.
1945. április 5-én feleségül vette Mary Margaret „Maureen” Kiely (1920–1977) ír színésznőt. Öt közös gyermekük született: Paul (1946) tévés producer, Sinéad (1948), Sorcha (1949) és Niamh (1959) színésznők, végül Pádraig (1962), aki a londoni National Theatre rendezője lett. 1977. december 18-án Maureen 57 éves korában meghalt.
Felesége halála után két évvel, 1979-ben Cusack feleségül vette Mary Rose Cunninghamet, akiről kiderült, hogy egy évtizede Cusack titkos szeretője, és már 1968-ban egy házasságon kívüli gyermeket is szült neki, Catherine Cusackot, aki később szintén színésznő lett. Cyril Cusack addig hangoztatott szigorú elvei álságosnak bizonyultak, a sajtó kikezdte erkölcsi hitelességét.
Cunningham vele maradt élete végéig. Cusack amiotrófiás laterálszklerózisban szenvedett, utolsó éveiben tünetei súlyosbodtak. Ennek ellenére tovább dolgozott. 1993. október 7-én chiswicki otthonában elhunyt.
Hat gyermekén keresztül Cusacknak számos unokája született, sokan színészi pályára mentek. Köztük van Max Irons színész (a Jeremy Irons–Sinéad Cusack színészházaspár fia) és Richard Boyd Barrett, az egyik írországi szocialista párt (Pobal Roimh Bhrabús) képviselője, Sinéad Cusack első fia is, (akit anyja először nevelőszülőkhöz adott, később újra magához vett).

## Főbb filmszerepei
- 1918: Knocknagow, némafilm; Brian gyermeke
- 1935: Guests of the Nation; IRA-aktivista
- 1947: Egy ember lemarad (Odd Man Out); Pat
- 1949: Once a Jolly Swagman; Duggie
- 1949: The Blue Lagoon; James Carter
- 1949: The Elusive Pimpernel; Chauvelin
- 1954: A sosemvolt ember (The Man Who Never Was); taxisofőr
- 1956: A spanyol kertész (); Garcia
- 1959: Szövetség az ördöggel (Shake Hands with the Devil); Chris Noonan
- 1962: Torreádor-keringő (Waltz of the Toreadors); Dr. Grogan
- 1965: A kém, aki a hidegből jött (The Spy Who Came in from the Cold); Control
- 1966: Ahol kémek vannak (Where the Spies Are); Rosser
- 1966: 451 Fahrenheit (Fahrenheit 451); Beatty kapitány
- 1967: A makrancos hölgy (The Taming of the Shrew); Grumio
- 1967: Dial M for Murder, tévéfilm; Hubbard főfelügyelő
- 1968: Oidipusz király (Oedipus the King); hírnök
- 1968: Galileo Galilei (Galileo); Galileo Galilei
- 1970: Copperfield Dávid, tévéfilm, Mr. Barkis
- 1970: Falusi tánc (Country Dance); Dr. Maitland
- 1970: Lear király (King Lear); Albany hercege (Goneril férje)
- 1971: Sacco és Vanzetti (Sacco e Vanzetti); Frederick Katzmann
- 1971: Shirley a riporter (Shirley’s World), tévésorozat; Charlie
- 1971: Harold és Maude (Harold and Maude); Glaucus
- 1972: A rendőrség megköszöni (La polizia ringrazia); Stolfi főfelügyelő
- 1972: Clochemerle, tévésorozat; Barthelemy Piechut polgármester
- 1972: Az aranykehely (The Golden Bowl); tévésorozat; Bob Assingham / narrátor
- 1972: La mala ordina / Der Mafiaboss; Mr. Corso
- 1972: Mindent bele, fiúk! (…Più forte ragazzi!); Matto
- 1973: A Sakál napja (The Day of the Jackal); Gocci fegyverkovács
- 1973: Hazatérés (The Homecoming, Harold Pinter drámájából); Sam
- 1973: Dublini gyilkosságok (A Likely Story); Tom
- 1974: Pénzt vagy életet! (Juggernaut); O’Neill őrnagy
- 1977: A Názáreti Jézus (Jesus of Nazareth), tévé-minisorozat; Jehuda
- 1978: Poitín, ír nyelvű filmdráma; Michil pálinkafőző
- 1978: A nyomorultak (Les Misérables); Fauchelevent
- 1980: Elátkozottak városa (Strumpet City); tévé-minisorozat; Giffley atya
- 1980: Vétlen áldozatok (Cry of the Innocent), tévéfilm; Tom Moloney
- 1981: Nem vénnek való vidék (No Country for Old Men), tévéfilm; Tom Sheridan
- 1981: Gyónás gyilkosság után (True Confessions); Danaher bíboros
- 1981: Andrina, tévéfilm; Bill Torvald kapitány
- 1983: Tévedések vígjátéka (The Comedy of Errors); Aegeon
- 1981–1983: Wagner, televíziós sorozat; Sulzer
- 1984: Don Camillo, tévésorozat; püspök
- 1980–1984: Meghökkentő mesék (Tales of the Unexpected), tévésorozat, két epizódban, Percy Hampton / Michael Fish
- 1984: A genfi dr. Fischer (Dr. Fischer of Geneva), tévéfilm; Steiner
- 1984: 1984 (Nineteen Eighty-Four); Mr. Charrington
- 1984: A jégmadár (The Kingfisher), tévéfilm; Hawkins
- 1986: Ábrándok bálterme (The Ballroom of Romance); Mr. Dwyer
- 1987: Kis Dorrit (Little Dorrit); Frederick Dorrit
- 1988: Ray Bradbury színháza (The Ray Bradbury Theater), tévésorozat, egy epizódban; Doctor Jeffers
- 1988: A Tizedik (The Tenth Man), tévéfilm; a Pap
- 1989: A bal lábam (My Left Foot: The Story of Christy Brown); Lord Castlewelland
- 1989: Danny, a világbajnok (Danny the Champion of the World); Doc Spencer
- 1992: Túl az Óperencián (Far and Away); Danty Duff
- 1992: Ahogy tetszik (As You Like It); Adam
- 1993: Az ifjú Indiana Jones kalandjai (The Young Indiana Jones Chronicles), tévésorozat, egy epizódban; Georges Clemenceau

## További információ
- Cyril Cusack a PORT.hu-n (magyarul)
- Cyril Cusack az Internetes Szinkronadatbázisban (magyarul)
- Cyril Cusack az Internet Movie Database-ben (angolul)
- Cyril Cusack a Rotten Tomatoeson (angolul)
- Cyril Cusack az AlloCiné weboldalán (franciául)
- Cyril Cusack Profile. Famousfix.com. (Hozzáférés: 2023. január 18.)
- Cyril Cusack Timeline featuring movies and other highlights. bing.com. (Hozzáférés: 2023. január 18.)